# Assemblea nazionale (Lesotho)
L'Assemblea nazionale (in sotho: Lekhotleng la Sechaba) è la camera bassa del Parlamento del Lesotho. Tale organo è rivestito di maggiori poteri rispetto al Senato in quanto la propria funzione non si esaurisce unicamente nel processo legislativo, ma va a ricomprendere ulteriori poteri che si ripercuotono sul potere esecutivo, ossia la scelta del Primo ministro, il voto di fiducia al governo e la sfiducia allo stesso.

## Composizione
L'attuale Assemblea nazionale ha un totale di 120 membri. 80 membri sono eletti in circoscrizioni uninominali utilizzando il sistema di maggioranza assoluta (first-past-the-post). I restanti 40 membri sono eletti tramite rappresentanza proporzionale e liste di partito nazionali. I membri servono per mandati di cinque anni.
Tlohang Sekhamane è l'attuale Speaker dell'Assemblea nazionale.